# Can Bassets
Can Bassets és una obra del municipi de Cassà de la Selva (Gironès) inclosa en l'Inventari del Patrimoni Arquitectònic de Catalunya.

## Descripció
Es tracta d'un edifici de construcció tradicional de murs portants de pedra morterada i estructurat en tres crugies i planta quadrangular. Coberta de teula a dues aigües. La façana principal s'ordena seguint l'eix de simetria que marca la porta dovellada de granit i les dues finestres del primer pis s'erigí amb aquest materials. A més, aquestes finestres presenten una rapissa emmotllurada. Les cantonades són de carreus de granit.

## Història
Hi ha constància de l'existència d'aquest mas en un mapa de 1492. Encara conserva en gran part l'aspecte originari. Actualment és utilitzat com a masoveria de la propietat.